# ルッファーノ
ルッファーノ（イタリア語: Ruffano）は、イタリア共和国プッリャ州レッチェ県にある、人口約9,700人の基礎自治体（コムーネ）。

## 地理

### 位置・広がり

#### 隣接コムーネ
隣接するコムーネは以下の通り。
- カザラーノ
- ミッジャーノ
- モンテサーノ・サレンティーノ
- プレシッチェ＝アックーアリカ
- スペッキア
- スペルサーノ
- タウリザーノ
- ウジェント